# Операция „Nightbreaker“
Операция „Nightbreaker“ (Operation „Nightbreaker“), познат и като Advance to Ground Zero, е американска филмова драма от 1989 г.
Създадет е по книгата на Хауърд Л. Розенберг, базирана на реален случай. Режисьор е Питър Маркъл и продуцент Уилям Р. Грийнблат.
Филмът описва експериментите върху войници по време на ядрените опити в пустинята в Невада през 50-те години на XX век.

## Сюжет
Години по-късно, на церемония по награждаване, Браун се сблъсква с военното си минало като лекар и свързаните с тях експерименти върху войници по време на няколко теста на атомна бомба.
В пустинята в Невада през 50-те години на XX век САЩ тестват множество атомни бомби и техните психологически и физически ефекти върху войниците. Д-р Браун тъкмо е завършил обучението си за лекар, когато идва на тайните експерименти на американската армия.
Той наблюдава разпитите на войници преди и след изпитанията на атомната бомба. С напредването на филма става ясно, че военното ръководство умишлено излага войниците на опасностите от изпитанията. Например, границите на радиационните нива са повишени, за да се нареди на войниците да се приближат до мястото, където е възпламенена атомната бомба, а човешките единици са преместени все по-близо и по-близо до бомбите. При един от последните тестове два отряда са спуснати на различни места в близост до епицентъра на взрива и им е наредено от щаба да обслужват окопите в така наречената „тримилна“ зона. Д-р Браун доброволно се присъединява към един от отрядите – този, който е най-близо до бомбата. Когато няколко минути преди детонацията става ясно, че не са изкопани окопи а местонахождението на войските е потвърдено от щаба като правилно, д-р. Браун си изпуска нервите и незабавно бяга от зоната на операцията. Командирът на войската нарежда на войниците да задържат позициите си и да легнат на земята, а след това да се впуска в преследване на бягащия Браун. Браун все пак успява да измине определено разстояние, когато пада и се прислонява зад скала, преди лидерът на отряда да го достигне и обратното отброяване до експлозията да започне. Командирът на отряда моли Браун да се върне на предишната позиция, Браун категорично отказва. В този момент атомната бомба избухва и командирът на контингента е изхвърлен на няколко метра през пустинята от взривната вълна на детонацията.
Войници, вече ветерани се изправят срещу д-р. Браун на церемонията по награждаването в негова чест за изобретяването на имплант за потискане на болката чрез непрекъснато доставяне на лекарства с него, защото се надяват да подкрепят съдебния си спор с армията за признаването им на пенсиите и медицинските разходи поради последващите щети. Вместо да произнесе подготвената си реч, д-р. Браун разказа на събралата се публика за тестовете и участието си в тях и как е опознал безплодните и болни войници, които сега страдат от рак (например левкемия).

## Изпълнители
- Мартин Шийн – д-р Александър Браун (днес)[5]
- Емилио Естевес – д-р Александър Браун (млад, по време на експериментите)[5]
- Лия Томпсън – Сали Матюс[5]
- Мелинда Дилън – Пола Браун[5]
- Джо Пантолиано – сержант Джак Ръсел[5]
- Джеймс Маршъл – Барни Инерман[5]

## Критика
Filmdienst: Добре направен филм, разказан с ярки ретроспекции, атакува информационната политика на американските военни власти относно радиационните щети, настъпили през 50-те години на миналия век, със сравнително внимателните средства на телевизионната драматургия.

## Награди
TS Кук спечели наградата WGA от най Гилдията на писателите на Америка през 1990 .